# غادة شريم
غادة شريم (مواليد زحلة، لبنان -) سياسية لُبنانيّة، شغلت منصب  وزير المهجرين في حكومة حسان دياب في 21 يناير 2020، وفي 10 أغسطس 2020، استقالت الحكومة، وتولت تصريف الأعمال لحين تشكيل حكومة نجيب ميقاتي الثالثة في 10 سبتمبر 2021.

## سيرة شخصية
حاصلة على دكتوراه في الأدب الفرنسي من الجامعة اللبنانية، وعملت كمديرة لكلية الآداب في زحلة منذ 2013 حتى 2016، وهي أستاذة في الأدب الفرنسي في الجامعة اللبنانية منذ 2008، ومالكة صفحة السياسة كلمة مؤنث، كما كانت مشرفة على مجلة فيروز بين 2002 و2008.

## استقالة الحكومة
في 10 أغسطس 2020، أعلن حسان دياب استقالة حكومته على خلفية انفجار مرفأ بيروت الذي وقع في 4 أغسطس 2020، على أن تقوم الحكومة بتصريف الأعمال لحين تشكيل حكومة جديدة.